# 이 (시호)
이(夷)는 시호에 쓰이는 글자다. 《일주서》 시법해에는 극살병정(克殺秉政), 안민호정(安民好靜)을 일컫는다 했다. 시호에 쓰이는 글자 중 釐를 이로 읽기도 하나, 이 글자는 희로 읽는 것이 옳다. 利는 여를 참조하라.

## 이왕
- 서주 이왕
- 전한 초 이왕 유영객
- 전한 육안 이왕 유록
- 전한 양 이왕 유수
- 전한 광덕 이왕 유운객

## 이공
- 영 이공
- 진 이공
- 진 이공

## 이후
- 채 이후
- 전한 개봉이후 도청

## 이백
- 조 이백